# Gare de Bruxelles-Midi
Pour les articles homonymes, voir Midi et Gare du Sud (homonymie).
La gare de Bruxelles-Midi (en néerlandais : station Brussel-Zuid), plus communément appelée Gare du Midi, est une des trois grandes gares ferroviaires de Bruxelles, située sur le territoire de la commune bruxelloise de Saint-Gilles.
Cette gare, qui était un terminus lors de son inauguration en 1869, est devenue une gare de passage depuis l’ouverture de la jonction Nord-Midi en 1952.

## Situation ferroviaire
Établie à 24 mètres d'altitude, la gare de Bruxelles-Midi est située au point kilométrique (PK) 0,000 des six voies de la ligne 0 Bruxelles-Midi - Bruxelles-Nord (dite aussi jonction Nord-Midi), avant la gare de Bruxelles-Chapelle pour quatre de ces voies (voies 0/3 à 0/6) et la gare de Bruxelles-Central pour les deux autres (voies 0/1 et 0/2).
Elle est également : l'origine au PK 0,000 des lignes : 50A Bruxelles - Ostende, avant la gare de Gand-Saint-Pierre, 96 Bruxelles-Midi - Quévy, avant la gare de Forest-Midi, et 124 Bruxelles-Midi - Charleroi-Central, avant la gare de Forest-Est ; et l'aboutissement, au PK 8,9, de la ligne 28 Schaerbeek - Bruxelles-Midi, après la gare ouverte de Bruxelles-Ouest.

## Histoire

### Gare des Bogards
La ligne de chemin de fer du Midi, destinée tout d’abord à relier Bruxelles à Mons puis à la frontière française et au-delà, a été inaugurée le 18 mai 1840. Son terminus était installé à proximité du centre de la ville, dans un bâtiment de bois construit à l’emplacement de l’ancien cloître du couvent des Bogards, là où se situe aujourd’hui la place Rouppe. Les voies pénétraient en ville par la large avenue du Midi, devenue aujourd’hui l’avenue de Stalingrad. La gare des Bogards prendra très vite le nom de « gare du Midi ».
Le succès du nouveau mode de transport est immédiat, le réseau de chemin de fer belge s’accroît rapidement et devient le plus dense du continent. Déjà on envisage de relier la gare du Midi à la gare du Nord. Une liaison à voie unique placée à même la rue existait déjà entre les gares des Bogards et de l'Allée Verte, mais sans résultats probants car chaque train devait être précédé par un homme à pied agitant un drapeau rouge. Le projet définitif ne sera réalisé que plus d’un siècle plus tard. Vers 1860, la gare du Midi arrive à saturation et sa situation trop proche du centre commence à poser des problèmes. Il est décidé d’en construire une nouvelle de plus grande dimension, en dehors des boulevards qui forment le pentagone bruxellois, sur le territoire de la commune de Saint-Gilles.

### Gare de Bruxelles-Midi
La première gare monumentale est inaugurée en 1869. Elle est conçue par l'architecte Auguste Payen (1801-1877). Elle sera le pôle de développement du quartier et restera en fonction jusqu’au lendemain de la Seconde Guerre mondiale, époque où est réalisée la jonction Nord-Midi à travers la ville (cette jonction, dont les travaux commencèrent en 1911, est finalement terminée en 1952). Cette première gare se trouvant dans l'axe de la jonction Nord-Midi, elle dut être complètement démolie.
La deuxième gare est inaugurée en 1949 : elle est couverte d’un parement de briques jaunes et lisses (appelées briques de Fouquemberg) et est surmontée d’une tour d’horloge carrée (désormais démolie). Les salles de guichets se trouvent au niveau de la rue, tandis que les voies sont placées en surplomb, au niveau d’un pont en fer forgé qui leur permet de traverser les boulevards et de rester en hauteur jusqu’au niveau de la gare de Bruxelles-Chapelle, à partir de laquelle elles deviennent souterraines.
La plupart des bâtiments actuels, de style moderniste, sont édifiés entre 1939 et 1954 d'après les plans des architectes Adrien et Yvan Blomme et Fernand Petit. Dans les années 1990, la partie arrière, bâtie à front de la place Victor Horta, est démolie et remplacée par un nouveau terminal dessiné en 1992 par l'architecte Marc De Vreese, pour les trains à grande vitesse des liaisons Paris – Bruxelles – Amsterdam, Paris – Bruxelles – Cologne et Londres – Bruxelles (puis Amsterdam). S'y ajouteront des ICE (trains allemands) faisant terminus à Bruxelles-Midi.
Durant les années 1990 et 2000, le quartier qui environne la gare est profondément transformé. Du côté saint-gillois, des plans d’expropriation en cours à partir de 1992 ont abouti, en 2012, à la création de tours d'immeubles de bureaux constituant un secteur économique tertiaire le long de l'avenue Fonsny, ainsi que d'extensions de la gare le long de la rue de France, les deux artères qui encadrent la gare. Ce pôle d'affaires situé au sud du centre-ville, à deux pas de celui-ci, est destiné, dans l'esprit des pouvoirs publics, à faire pendant au Quartier Nord situé près de la gare du nord, de l'autre côté du centre-ville.
La gare actuelle comporte 22 voies à quai, dont deux réservées exclusivement aux trains Eurostar vers le Royaume-Uni (zone sous douane).
Avec plus de 60 000 voyageurs par jour, elle est l'une des gares les plus fréquentées du pays ; c'est la plus fréquentée en 2014 et la troisième en 2019. Elle est dans un mouchoir de poche avec Bruxelles-Nord, Bruxelles-Central et Gand-Saint-Pierre ; ces quatre gares ont en effet chacune vu monter entre 55 000 et 64 000 voyageurs en moyenne par jour en octobre 2019.
Le 2 avril 2016, les EuroCity Vauban et Iris (Bruxelles – Bâle via Namur, Luxembourg, Metz et Strasbourg) sont supprimés, pour être partiellement remplacés le lendemain par des TGV (Bruxelles – Strasbourg via Roissy).
Par ailleurs, une liaison Ouigo Train Classique Paris – Creil – Aulnoye-Aymeries – Mons – Bruxelles est lancée le 19 décembre 2024,, ; un arrêt à Saint-Quentin doit être ajouté le 13 avril 2025.

Le bâtiment principal
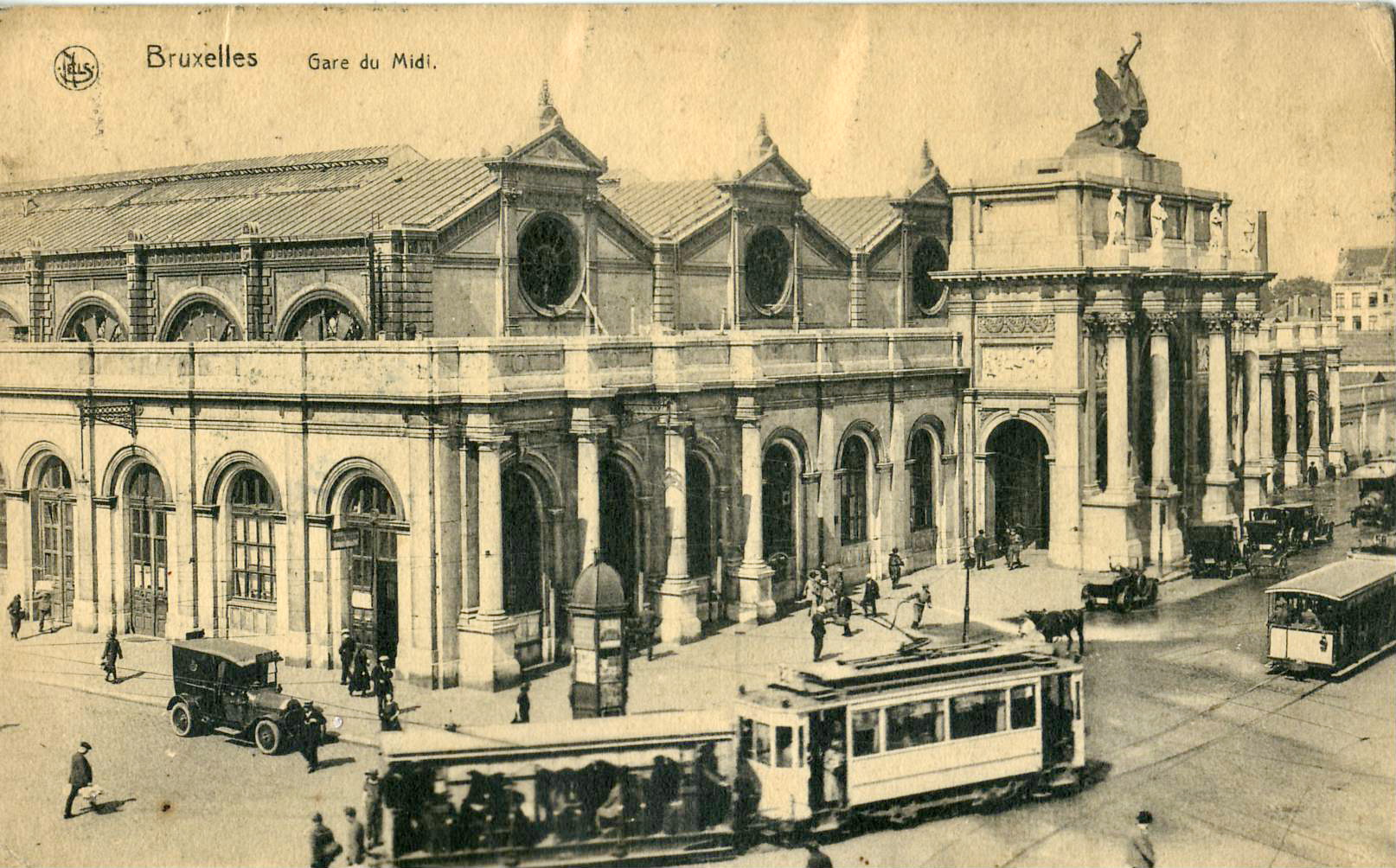
De 1869.
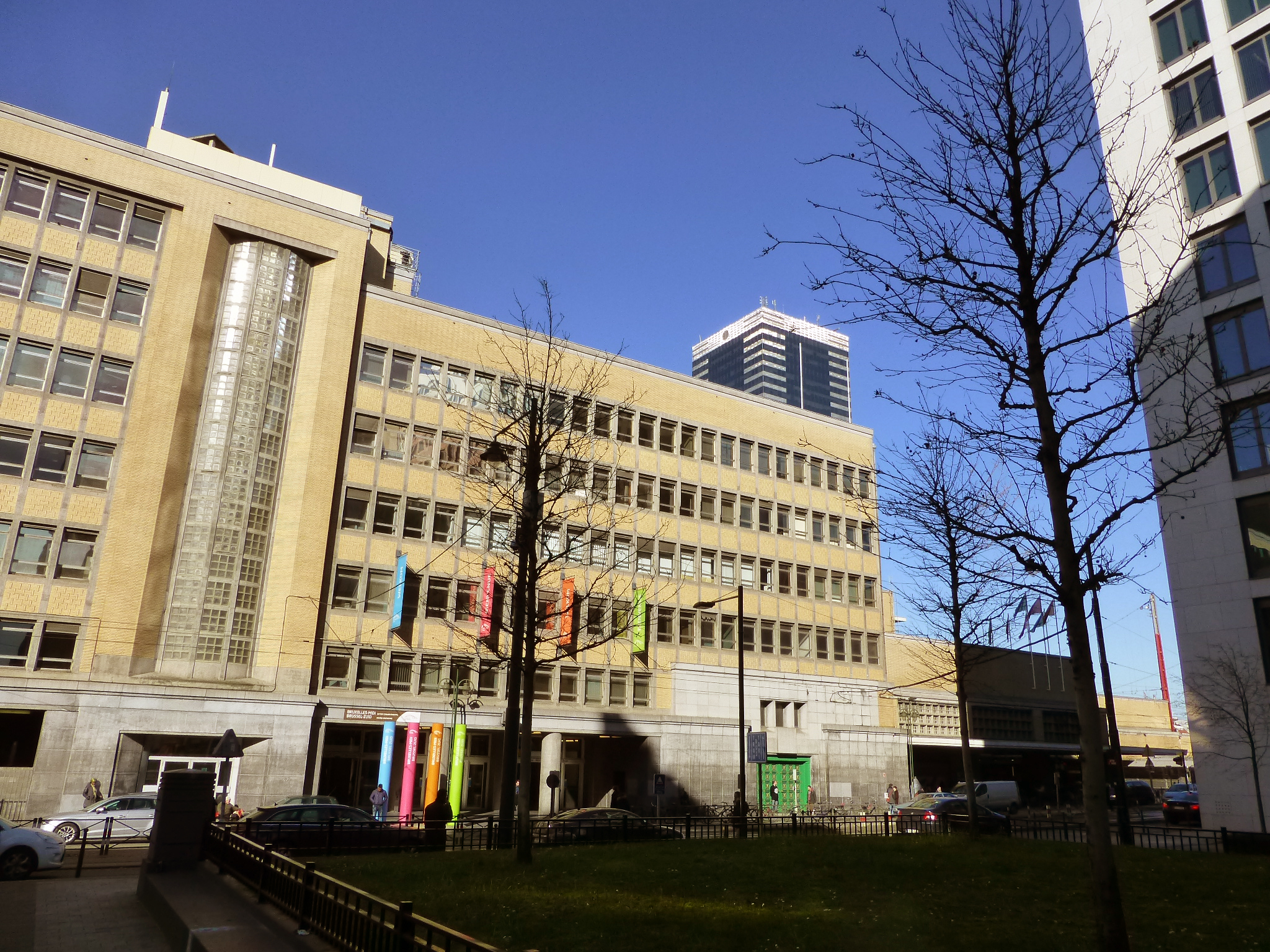
De 1952.

## Fréquentation
Ces graphique et tableau montrent le nombre de voyageurs embarquant en moyenne durant la semaine, le samedi et le dimanche.
| Nombre de voyageurs qui embarquent en gare | Nombre de voyageurs qui embarquent en gare | Nombre de voyageurs qui embarquent en gare | Nombre de voyageurs qui embarquent en gare |
|                                            | Semaine                                    | Samedi                                     | Dimanche                                   |
| ------------------------------------------ | ------------------------------------------ | ------------------------------------------ | ------------------------------------------ |
| 1998                                       | 41 576                                     | 11 778                                     | 11 493                                     |
| 1999                                       | 36 973                                     | 11 095                                     | 10 830                                     |
| 2000                                       | 39 188                                     | 11 246                                     | 9 476                                      |
| 2001                                       | 53 243                                     | 20 109                                     | 19 016                                     |
| 2002                                       | 41 365                                     | 13 329                                     | 13 055                                     |
| 2003                                       | 40 454                                     | 13 625                                     | 13 438                                     |
| 2004                                       | 43 318                                     | 14 537                                     | 13 118                                     |
| 2005                                       | 44 155                                     | 15 673                                     | 15 764                                     |
| 2006                                       | 47 582                                     | 15 428                                     | 15 348                                     |
| 2007                                       | 49 194                                     | 15 658                                     | 15 592                                     |
| 2008                                       | -                                          | -                                          | -                                          |
| 2009                                       | 45 104                                     | 18 103                                     | 14 819                                     |
| 2010                                       | -                                          | -                                          | -                                          |
| 2011                                       | -                                          | -                                          | -                                          |
| 2012                                       | 54 855                                     | 17 755                                     | 19 422                                     |
| 2013                                       | 58 732                                     | 20 422                                     | 20 284                                     |
| 2014                                       | 61 941                                     | 24 122                                     | 23 485                                     |
| 2015                                       | 62 545                                     | 19 347                                     | 21 453                                     |
| 2016                                       | 60 361                                     | 23 797                                     | 24 358                                     |
| 2017                                       | 58 461                                     | 26 078                                     | 24 079                                     |
| 2018                                       | 58 035                                     | 21 961                                     | 23 837                                     |
| 2019                                       | 59 670                                     | 23 733                                     | 24 534                                     |
| 2020                                       | 31 006                                     | 17 165                                     | 15 038                                     |
| 2021                                       | -                                          | -                                          | -                                          |
| 2022                                       | 50 746                                     | 29 056                                     | 27 814                                     |
| 2023                                       | 58 344                                     | 33 469                                     | 32 344                                     |
| 2024                                       | 58 380                                     | 31 871                                     | 29 804                                     |

## Service des voyageurs

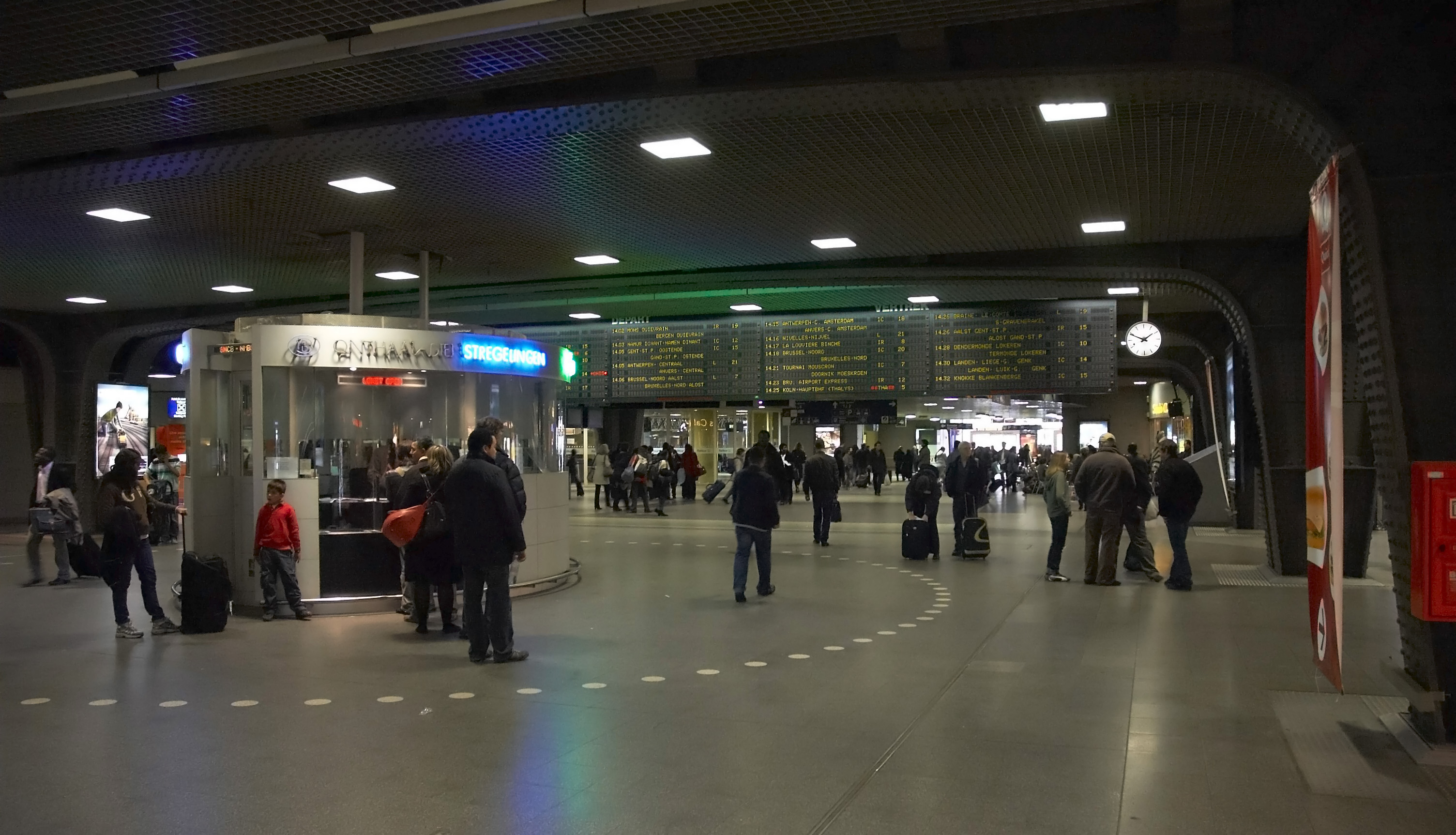
Le hall : panneau des départs.

### Accueil
Gare de la SNCB, elle dispose d'un bâtiment voyageurs, avec guichets, ouvert tous les jours. Elle est notamment équipée de consignes pour les bagages et d'automates pour l'achat de titres de transport. Elle dispose d'aménagements, équipements et services pour les personnes à mobilité réduite. Un buffet est installé en gare.

### Desserte

#### Internationale

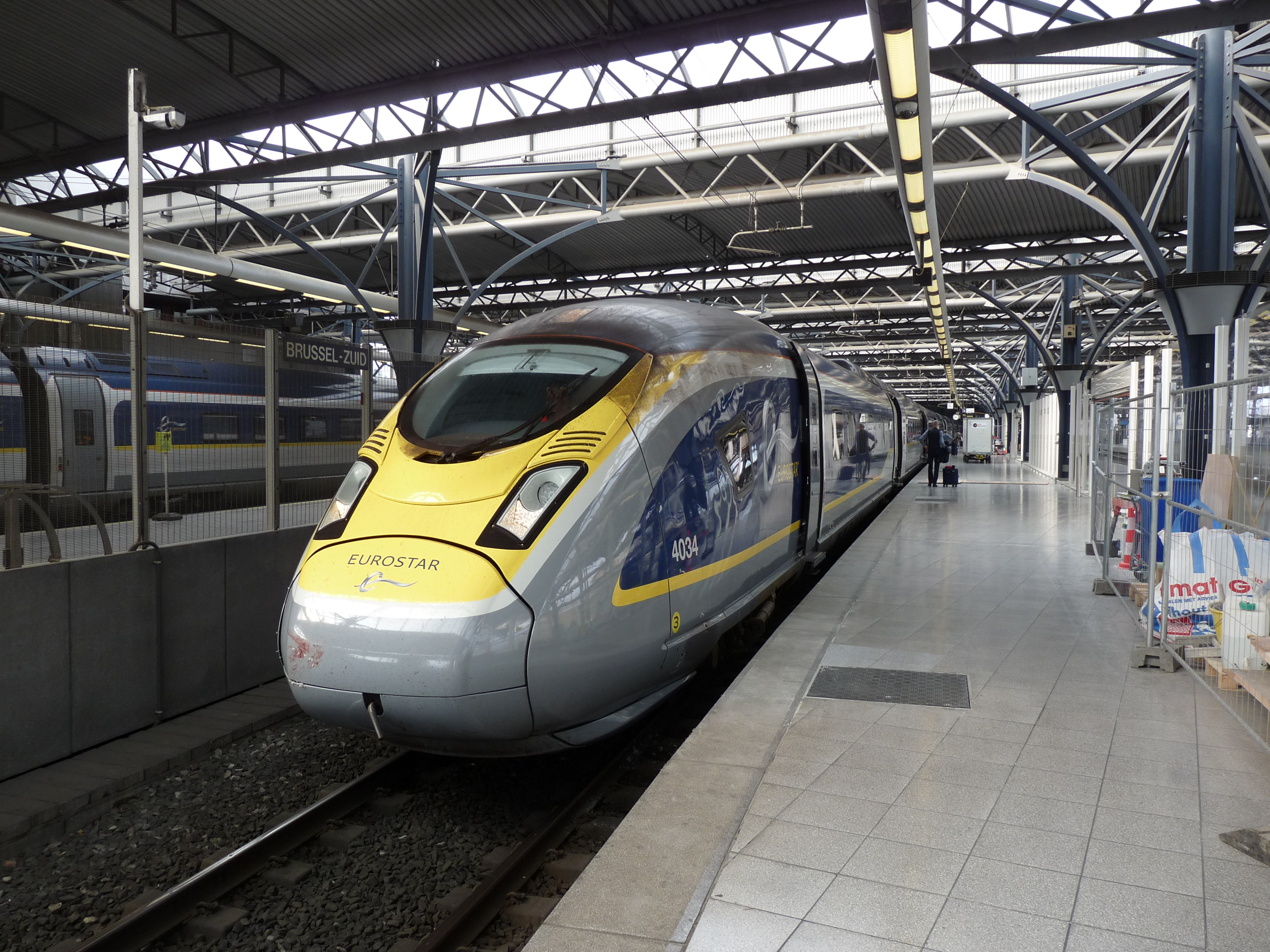
Eurostar à quai.

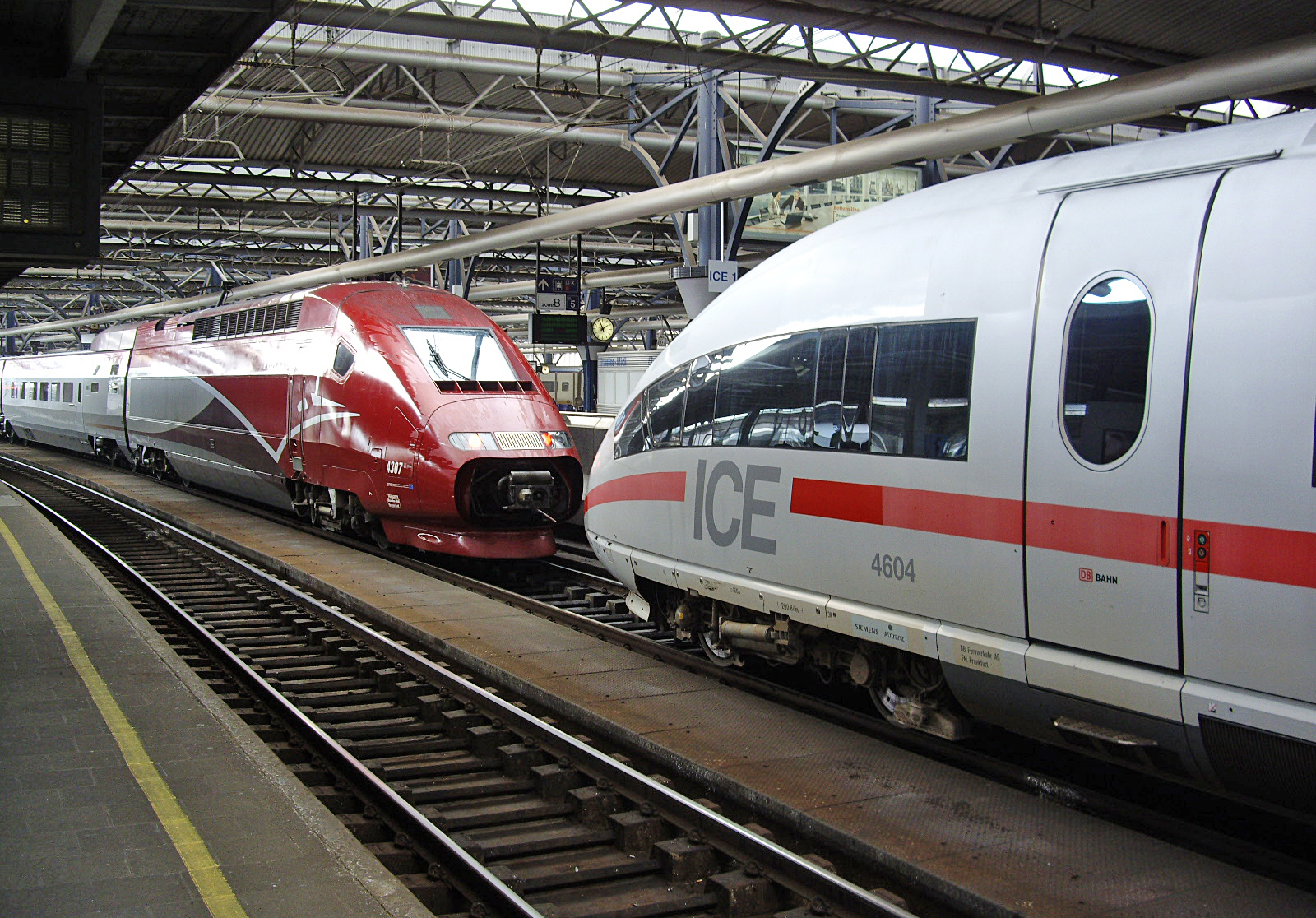
ICE et Thalys.

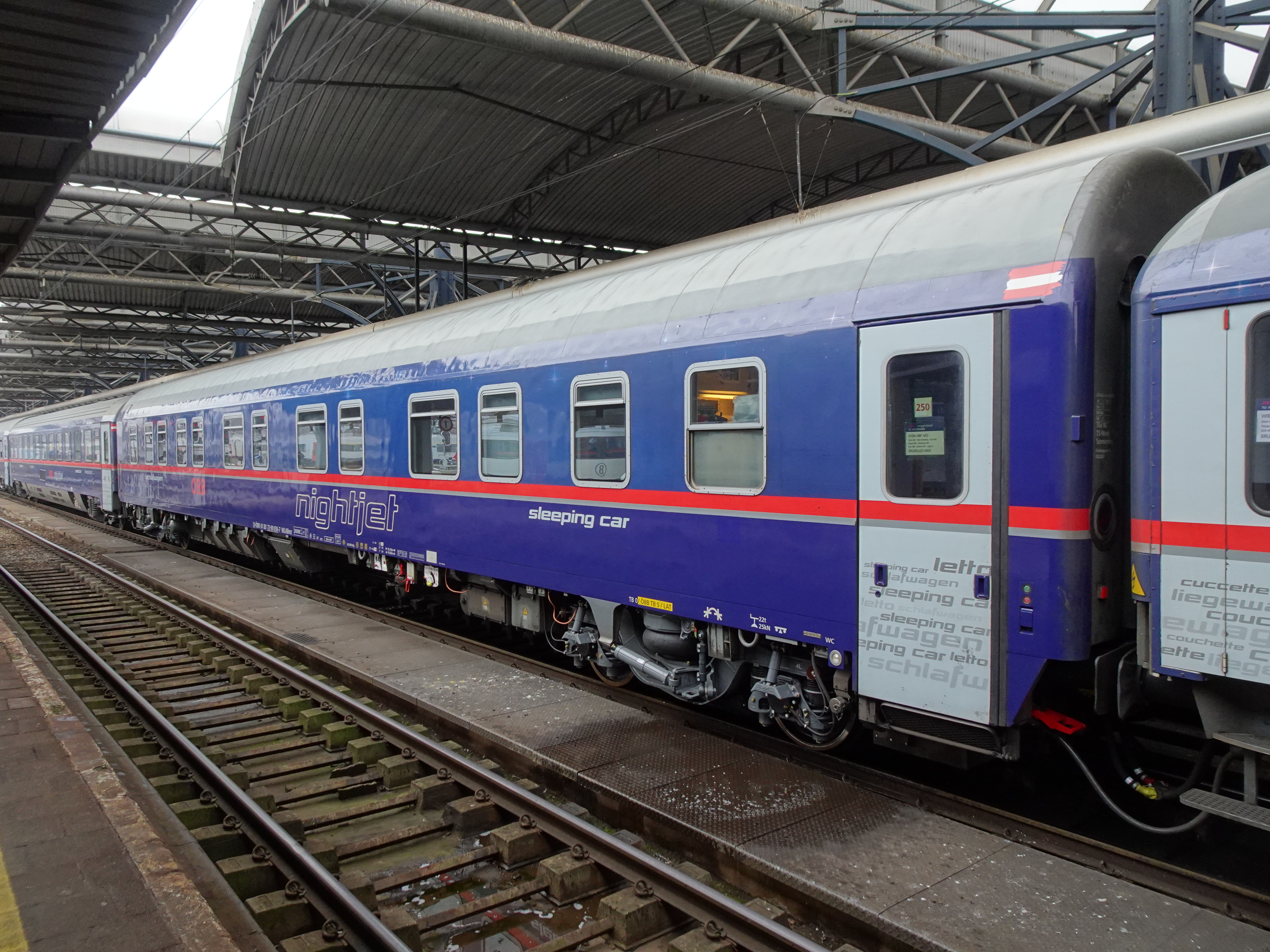
Voitures Nightjet, stationnant en gare.

La gare est desservie par les liaisons internationales suivantes :
- À grande vitesse :
  - Eurostar vers Lille-Europe et Londres (gare de Saint-Pancras), mais également Rotterdam et Amsterdam ;
  - d'autres Eurostar (ex-Thalys) vers :
    - la France : Paris (gare du Nord), l'aéroport Charles-de-Gaulle et Marne-la-Vallée, ainsi que Bourg-Saint-Maurice (« Eurostar Snow », les week-ends en hiver), ou encore Marseille (« Eurostar Sun », les week-ends en été),
    - les Pays-Bas : Rotterdam, Schiphol et Amsterdam, en desservant au passage la ville belge d'Anvers,
    - l'Allemagne : Aix-la-Chapelle, Cologne, Düsseldorf, Duisbourg, Essen et Dortmund, en desservant au passage la ville belge de Liège ;

  - ICE « International » vers Aix-la-Chapelle, Cologne et Francfort-sur-le-Main (gare centrale), en passant par Liège ;
  - TGV inOui vers la France, via Lille-Europe et Roissy CDG : Rennes, Nantes, Strasbourg, Lyon (Part-Dieu ou Perrache), Marseille, Montpellier (Saint-Roch ou Sud-de-France) et Perpignan. Le service est assuré par des rames TGV Réseau tricourant de la SNCF.

- Autres services :
  - trains de nuit :
    - European Sleeper (en) (ES) vers les Pays-Bas, l'Allemagne et la Tchéquie (toute l'année), voire l'Autriche et l'Italie (en hiver),
    - Nightjet (NJ) vers l'Allemagne et l'Autriche ;

  - EuroCity (EC) :
    - Bruxelles-Midi – Anvers-Central – Rotterdam-Central – Schiphol-Aéroport – Amsterdam-Sud – Lelystad-Centre (EuroCity Direct),
    - Bruxelles-Midi – Bruxelles-Aéroport-Zaventem – Anvers-Central – Rotterdam-Central ;

  - Ouigo Train Classique (OTC) : Bruxelles-Midi – Mons – Aulnoye-Aymeries – Creil – Paris-Nord ;
  - InterCity (IC) : Bruxelles-Midi – Namur – Arlon – Luxembourg.

Par ailleurs, la desserte directe de Lille-Flandres par InterCity n'est plus assurée depuis l'arrivée des trains à grande vitesse. Malgré cela, un trajet Bruxelles – Lille est toujours possible via une correspondance entre IC à Tournai ou Courtrai.

#### Nationale
Bruxelles-Midi donne accès à la plupart des grandes gares du pays et voit partir plusieurs dessertes omnibus (rebaptisées trains S dans le cadre du projet RER).
Les dessertes nationales sont assurées par les catégories de trains suivantes :
- trains InterCity (IC) : trains rapides et directs entre les principales villes belges ;
- trains S (lignes S1, S2, S3, S6, S8 et S10) : trains suburbains ;
- trains P : trains existant uniquement aux heures de pointe.

Dans le hall
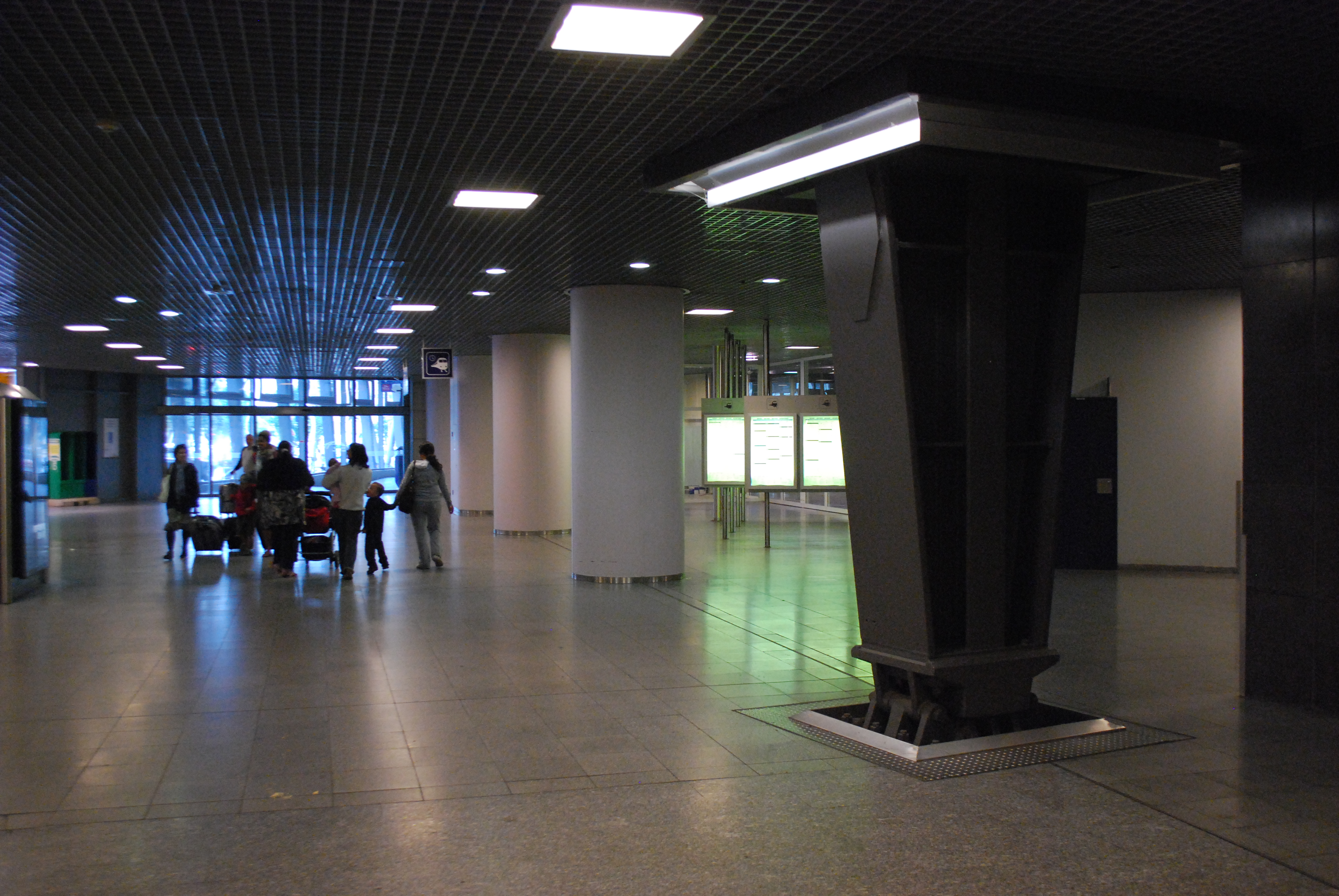
Passage.
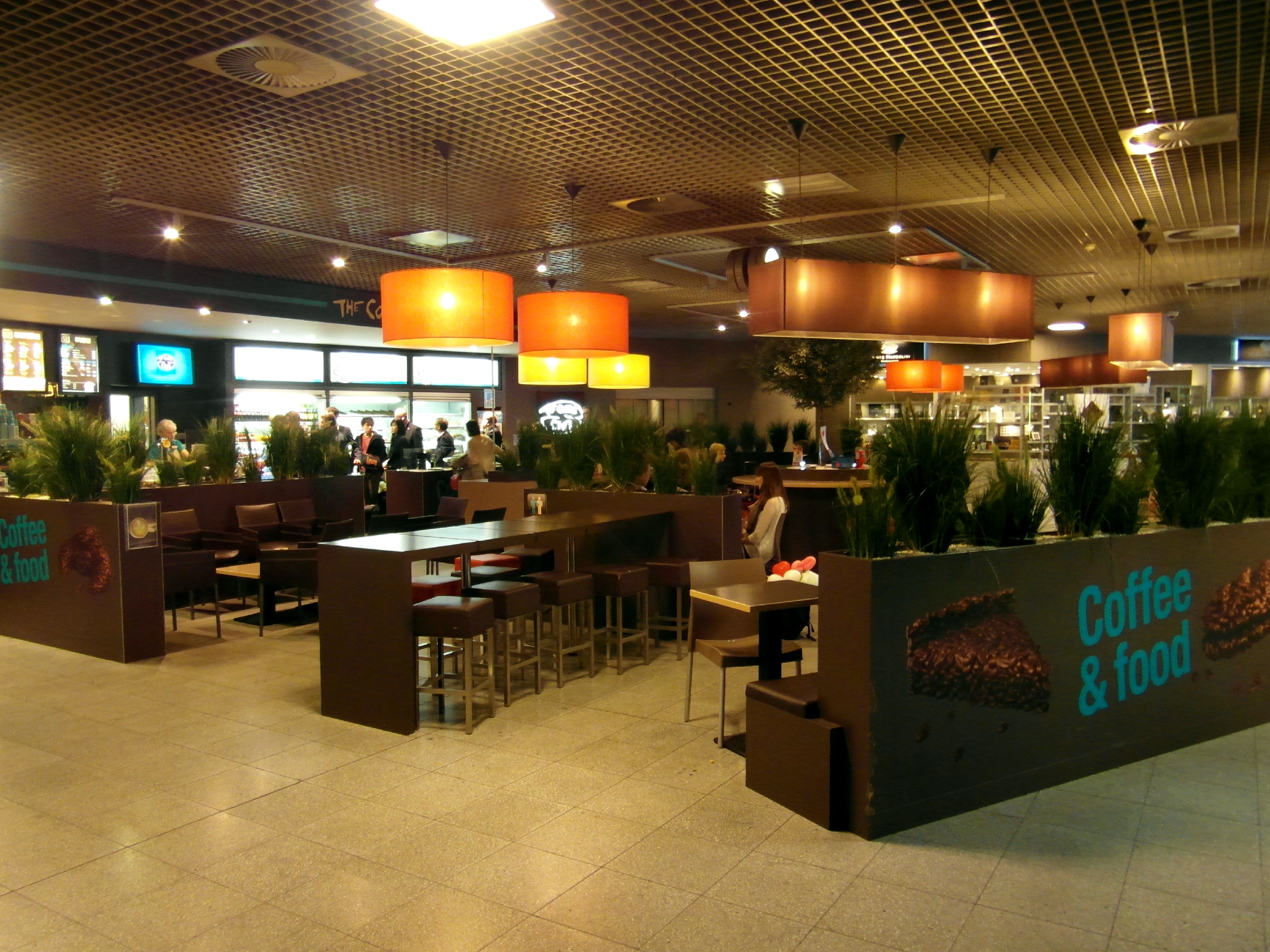
Buffet.
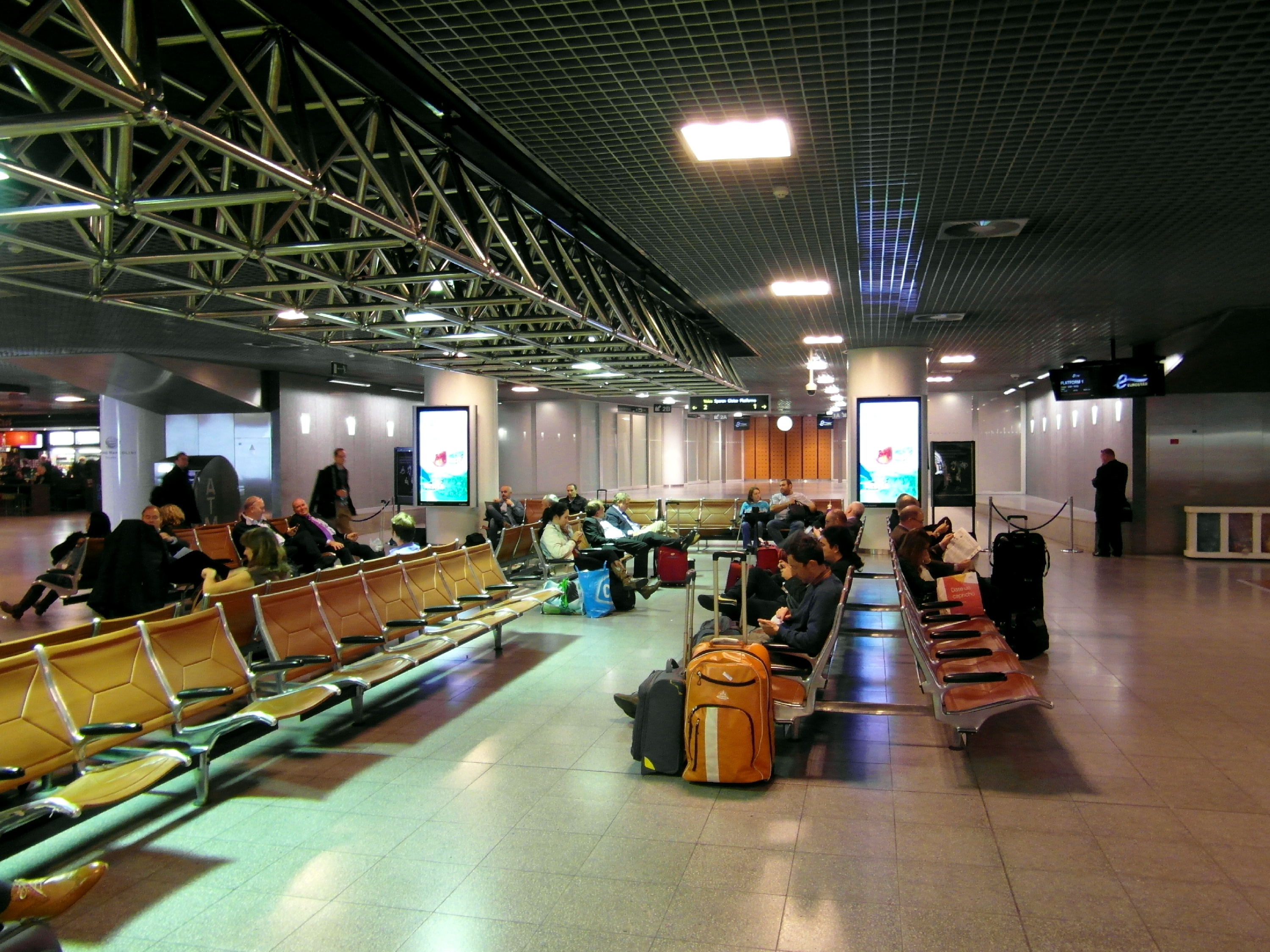
Salle d'attente.

### Intermodalité

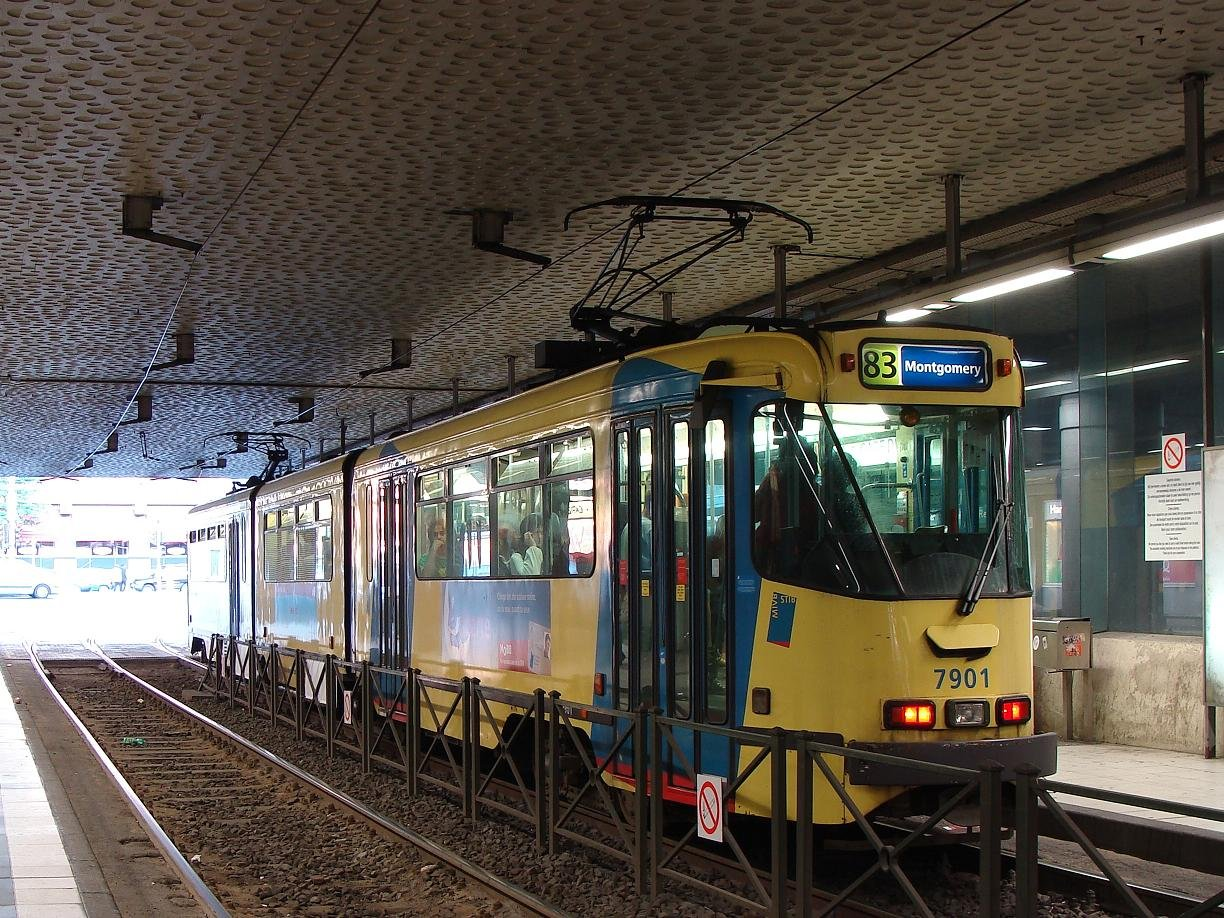
La gare est connectée au réseau de transports publics de la STIB ; par exemple, le tramway.

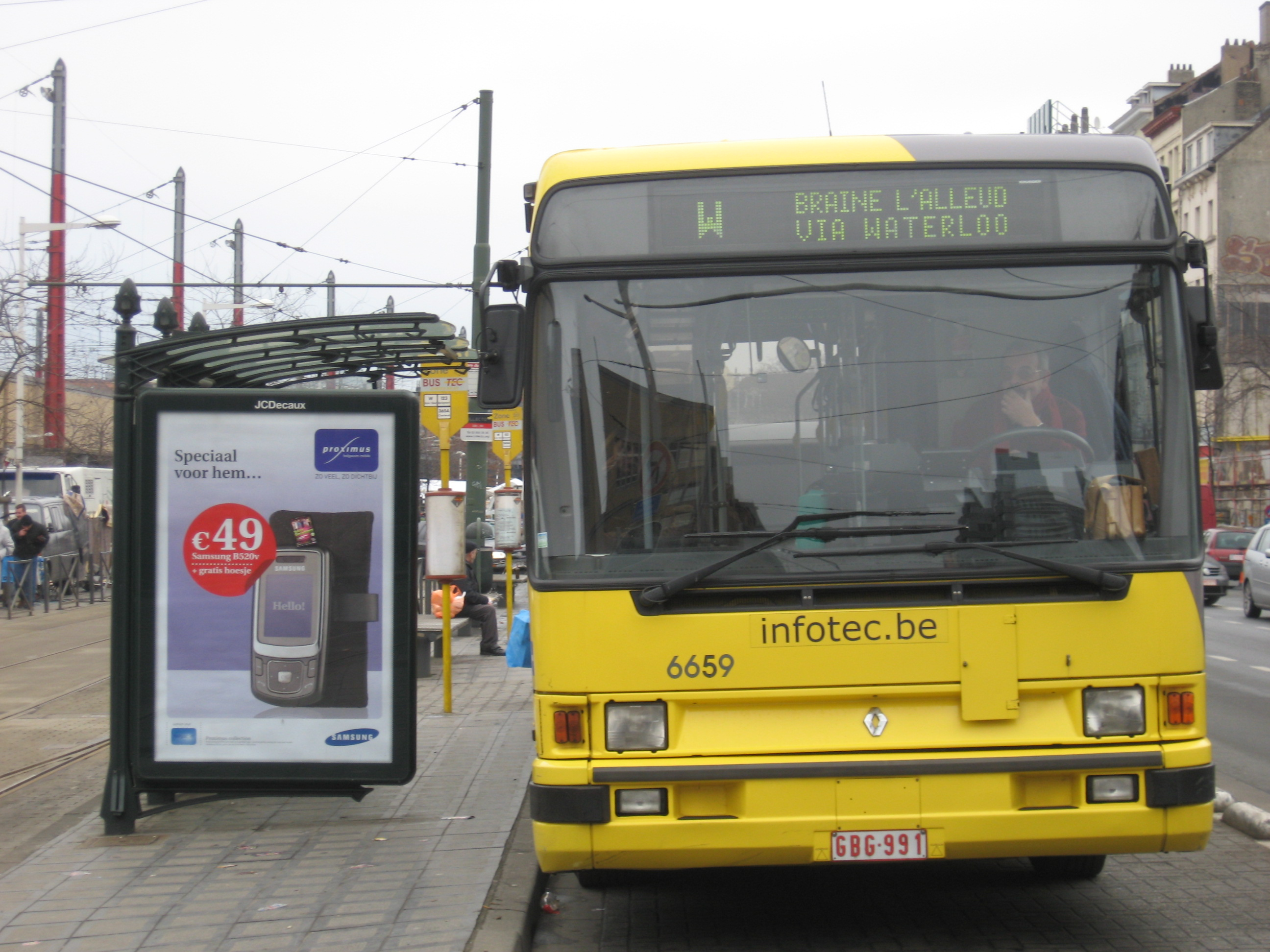
Le bus TEC W, ayant remplacé le tram vicinal.

Un parc à vélos et un parking (payant) sont aménagés à ses abords.
La gare permet des correspondances avec différents modes de transports en commun.

#### STIB
- Métro : la station Gare du Midi est desservie par les lignes 2 et 6.
- Tramway : lignes 4 et 10 (prémétro desservant la station Gare du Midi) ; 51, 81 et 82.
- Bus : lignes 48, 49, 50, 73 et 78.

#### Bus De Lijn
Lignes R42, R70, R71, 116, 117, 118, 136, 144.

#### Bus TEC
Lignes W, 123 et 365a.

## Sécurité
La gare de Bruxelles-Midi est devenue un point névralgique du trafic de drogues de la capitale, ce qui pèse lourdement sur son image. En août 2023, Sophie Dutordoir, la dirigeante de la SNCB, réclame aux autorités fédérales et régionales de renforcer la sécurité et la propreté autour de la gare. Quelque 3 500 infractions pénales ont lieu annuellement dans cette gare, soit une dizaine par jour. Cela représente autant d’actes criminels et délictueux dans et aux abords de Bruxelles-Midi que dans toutes les gares des treize centres urbains flamands réunis. Les délits les plus fréquents sont le vol et l’extorsion, suivis par les faits liés à la drogue.
Pour L'Écho, cette situation n’est pas nouvelle : « cela fait des dizaines d'années que l'insécurité, le sentiment d'insécurité, la situation sanitaire et la concentration de problèmes sociaux aux abords de la gare du Midi à Bruxelles choquent jusqu'au-delà des frontières belges. »
Le 24 mars 2024, la gare de Bruxelles-Midi a été temporairement évacuée sur ordre de la police fédérale belge. La raison de cette évacuation était une alerte à la bombe, qui s'est révélée être une fausse alerte. Plusieurs centaines de voyageurs ont dû quitter les lieux, et le trafic ferroviaire a été momentanément interrompu avant d’être rétabli vers 13h30. Des équipes de la zone de police Midi (Anderlecht, Forest, Saint-Gilles) étaient également présentes sur place pour assurer la sécurité.
Le 4 mai 2025, un coup de feu au pistolet éclate à l'entrée de la gare de Bruxelles-Midi lors des affrontements du 4 et 5 mai 2025 à Bruxelles, blessant par balle un supporter du Club Bruges KV à la cheville,.

## La gare dans la culture

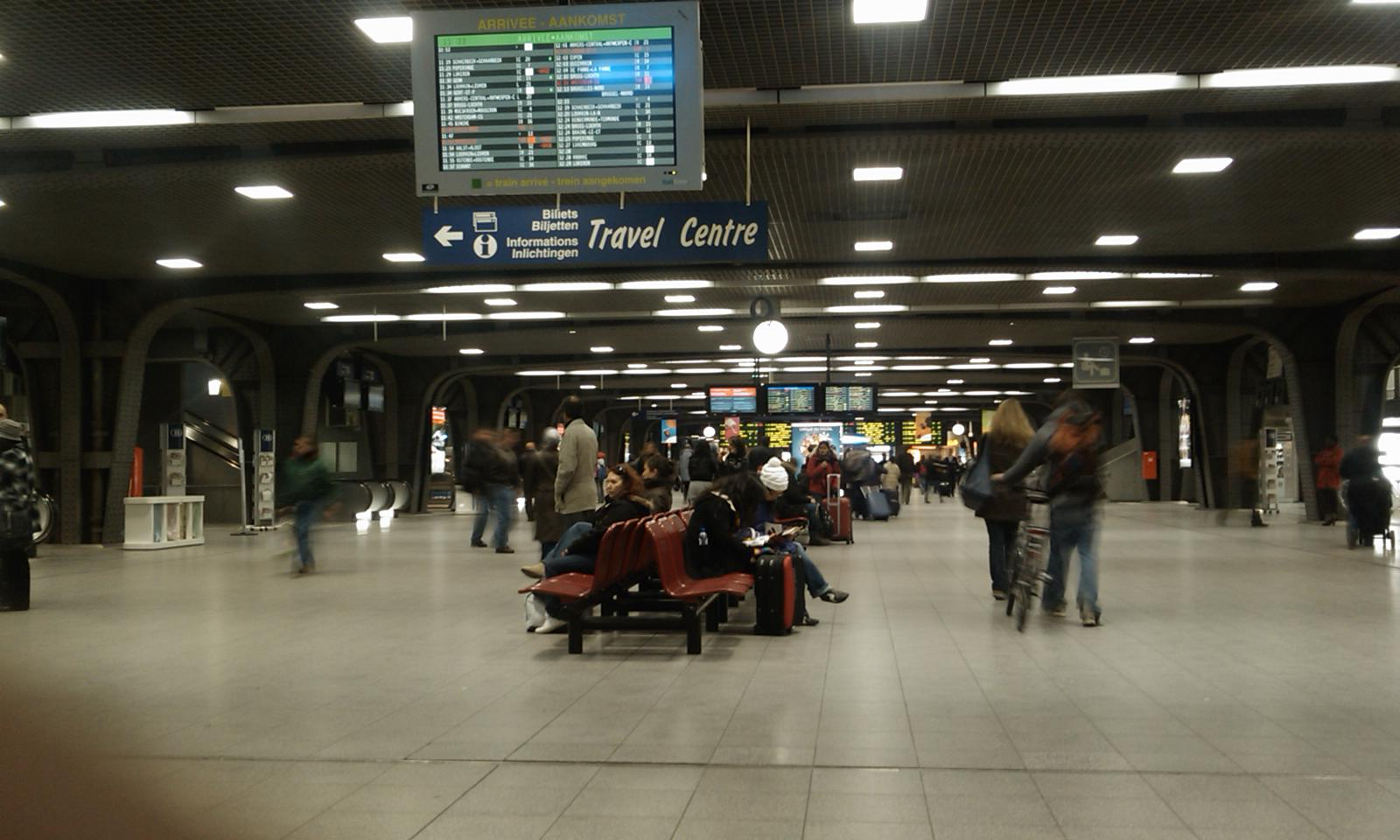
Le hall principal, souterrain.

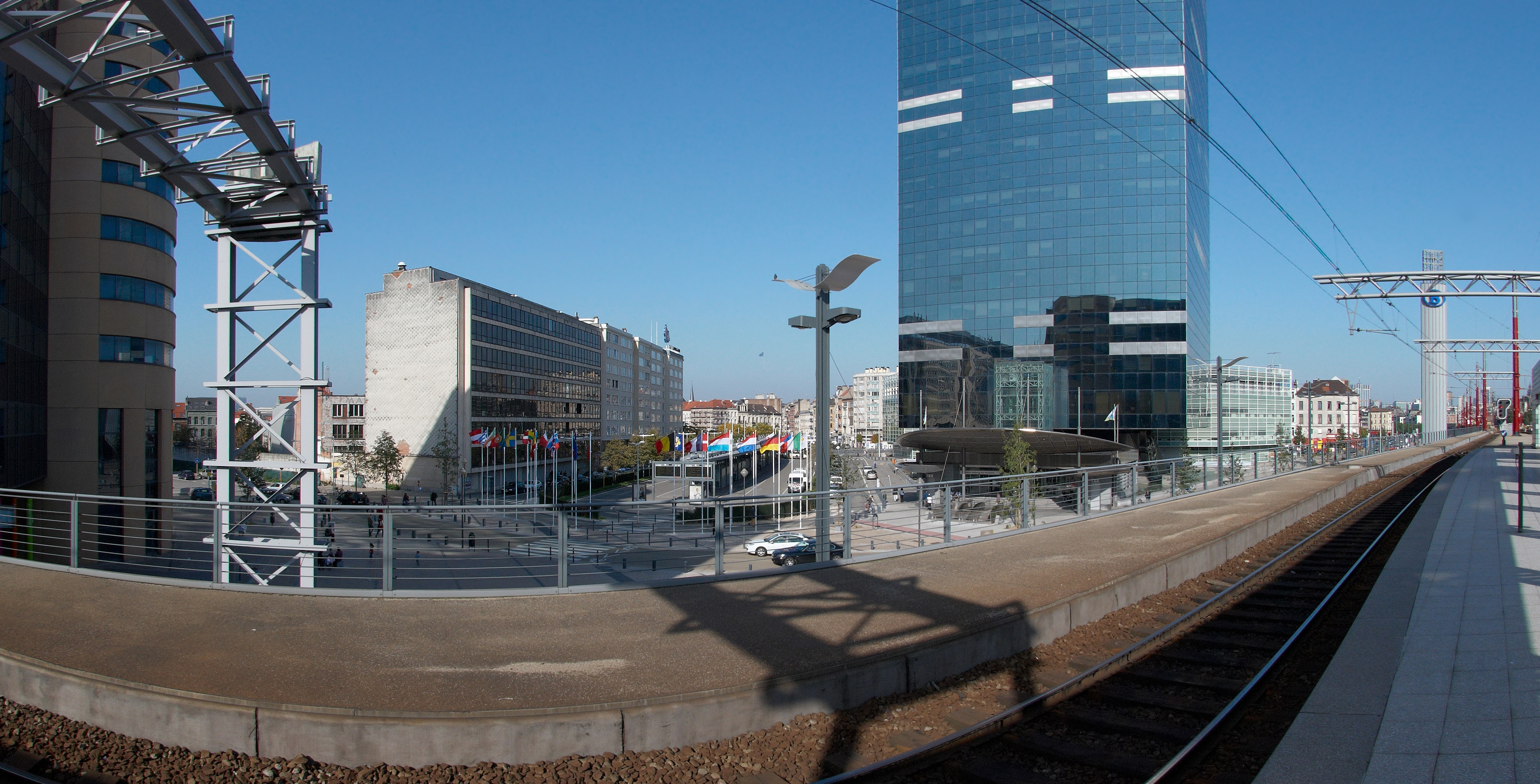
L'entrée, les voies et la tour du Midi.

### Cinéma
- Les Rendez-vous d'Anna de Chantal Akerman, 1978.
- Bruxelles-transit de Samy Szlingerbaum, 1980.
- Dans 10 jours ou dans 10 ans… de Gwenaël Breës, 2008.
- Le 15 h 17 pour Paris de Clint Eastwood[19], 2018.

### Musique
- Mirza de Nino Ferrer, 1965. Le clip a été tourné dans la gare.
- Good-Bye My Love, Good-Bye de Demis Roussos, 1973.

### Littérature
- Michel Vergaelen, Départ et arrivée en gare de Bruxelles-Midi : Saga d'une famille de Gognies-Chaussée, Edilivre, 2010, 242 p. (ISBN 2812106964, présentation en ligne).

### Bande dessinée
- Al'Togo, tome 2 : Midi - Zuid, 2004.
- Blake et Mortimer : Les Sarcophages du 6e continent, 2003.